# پایکوب منقارطلایی
پایکوب منقارطلایی (نام علمی: Saltator aurantiirostris) نام یک گونه از سرده پایکوب است.